# Alexandra von Luxemburg

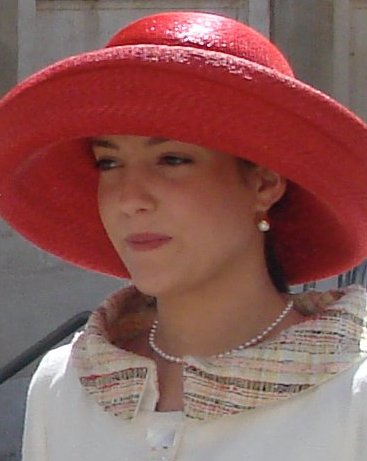
Alexandra von Luxemburg (2008)

Alexandra Joséphine Teresa Charlotte Marie Wilhelmine von Nassau (* 16. Februar 1991 in der Maternité Grande-Duchesse Charlotte in Luxemburg) ist Prinzessin von Luxemburg, Prinzessin von Nassau und Bourbon-Parma. Sie ist die Tochter des Großherzogs Henri von Luxemburg und dessen Frau Maria Teresa Mestre y Batista und hat drei ältere und einen jüngeren Bruder. Seit der Verfassungsänderung 2011 steht sie in der Thronfolgeliste. Sie belegt den achten Rang nach ihren beiden älteren Brüdern Erbgroßherzog Guillaume von Luxemburg und Prinz Félix von Luxemburg sowie ihrer Nichte Prinzessin Amalia und ihren Neffen Prinz Balthasar, Prinz Liam, Prinz Charles und Prinz François. Ihr dritter älterer Bruder Louis hatte vor seiner Hochzeit auf seine Ansprüche auf den Thron verzichtet.
Seit ihrem 18. Geburtstag im Jahr 2009 ist Alexandra als erste luxemburgische Prinzessin Inhaberin des Nassauischen Hausordens vom Goldenen Löwen.

## Leben
Alexandra besuchte zunächst die Grundschule in Angelsberg, bevor sie das Lycée Vauban in Luxemburg 2009 mit dem Abitur (Baccalauréat de lettres et littérature) mit Auszeichnung erfolgreich abschloss. Danach studierte sie zunächst für einige Zeit in Rom. Seit 2010 widmet sie sich ihrem Universitätsstudium in den Bereichen Psychologie und Sozialwissenschaften in den Vereinigten Staaten. Im November 2022 wurde ihre Verlobung mit dem Franzosen Nicolas Bagory bekannt gegeben.
Am 22. April 2023 heiratete das Paar standesamtlich im Rathaus von Luxemburg-Stadt. Am 29. April 2023 erfolgte die kirchliche Hochzeit in der Kirche Saint Trophyme in Bormes-les-Mimosas.
Am 14. Mai 2024 kam ihr erstes Kind, eine Tochter mit dem Namen Victoire, zur Welt.

## Aufgaben und Interessen
Alexandra nimmt regelmäßig an den Aktivitäten der großherzoglichen Familie und offiziellen Veranstaltungen wie dem Nationalfeiertag oder der Abschlusszeremonie der Muttergottesoktav teil. Im November 2017 begleitete Prinzessin Alexandra Großherzog Henri anstelle ihrer Mutter bei einem mehrtägigen Staatsbesuch in Japan.
Darüber hinaus hat die Prinzessin die Schirmherrschaften der Lëtzebuerger Déiereschutzliga (Luxemburger Tierschutzliga) und der Fondation Lëtzebuerger Blannevereenegung, deren Ziel es ist, den Alltag der Blinden und Sehbehinderten zu verbessern, übernommen.

## Sonstiges
Eine Strauchrosen-Sorte des Zuchtbetriebs W. Kordes’ Söhne wurde 2009 anlässlich Alexandras 18. Geburtstags nach ihr Alexandra – Princesse de Luxembourg benannt.

## Vorfahren
| Ahnentafel Prinzessin Alexandra von Luxemburg | Ahnentafel Prinzessin Alexandra von Luxemburg                                               | Ahnentafel Prinzessin Alexandra von Luxemburg                                             | Ahnentafel Prinzessin Alexandra von Luxemburg                                                  | Ahnentafel Prinzessin Alexandra von Luxemburg                                                                               | Ahnentafel Prinzessin Alexandra von Luxemburg                         | Ahnentafel Prinzessin Alexandra von Luxemburg                         | Ahnentafel Prinzessin Alexandra von Luxemburg                        | Ahnentafel Prinzessin Alexandra von Luxemburg                        |
| --------------------------------------------- | ------------------------------------------------------------------------------------------- | ----------------------------------------------------------------------------------------- | ---------------------------------------------------------------------------------------------- | --- | --------------------------------------------------------------------- | --------------------------------------------------------------------- | -------------------------------------------------------------------- | -------------------------------------------------------------------- |
| Ururgroßeltern                                | Herzog Robert I. (Parma) (1848–1907) ⚭ 1884 Infantin Maria Antonia von Portugal (1862–1959) | Großherzog Wilhelm IV. (1852–1912) ⚭ 1893 Infantin Maria Anna von Portugal (1861–1942)    | König Albert I. (Belgien) (1875–1934) ⚭ 1900 Herzogin Elisabeth Gabriele in Bayern (1876–1965) | Prinz Carl von Schweden, Herzog von Västergötland (1861–1951) ⚭ 1897 Prinzessin Ingeborg Charlotte von Dänemark (1878–1958) | Francisco Mestre ⚭ 1894 Matilde Ramos-Almeyda                         | Lucas Alvarez (1868–1940) ⚭ 1895 Narcisa Tabió (1878–1942)            | Melchior Batista (1859–1932) ⚭ 1883 Julia González (1860–1934)       | Laureano Falla (1859–1929) ⚭ 1889 Maria Dolores Bonet (1863–1949)    |
| Urgroßeltern                                  | Prinz Felix von Bourbon-Parma (1893–1970) ⚭ 1919 Großherzogin Charlotte (1896–1985)         | Prinz Felix von Bourbon-Parma (1893–1970) ⚭ 1919 Großherzogin Charlotte (1896–1985)       | König Leopold III. (Belgien) (1901–1983) ⚭ 1926 Prinzessin Astrid von Schweden (1905–1935)     | König Leopold III. (Belgien) (1901–1983) ⚭ 1926 Prinzessin Astrid von Schweden (1905–1935)                                  | Jose Antonio Mastre (1897–1961) ⚭ 1924 Maria Narcisa Alvarez (1899–?) | Jose Antonio Mastre (1897–1961) ⚭ 1924 Maria Narcisa Alvarez (1899–?) | Augustin Batista (1899–1968) ⚭ 1926 Maria Teresa Falla (1898–1973)   | Augustin Batista (1899–1968) ⚭ 1926 Maria Teresa Falla (1898–1973)   |
| Großeltern                                    | Großherzog Jean (1921–2019) ⚭ 1953 Prinzessin Joséphine Charlotte von Belgien (1927–2005)   | Großherzog Jean (1921–2019) ⚭ 1953 Prinzessin Joséphine Charlotte von Belgien (1927–2005) | Großherzog Jean (1921–2019) ⚭ 1953 Prinzessin Joséphine Charlotte von Belgien (1927–2005)      | Großherzog Jean (1921–2019) ⚭ 1953 Prinzessin Joséphine Charlotte von Belgien (1927–2005)                                   | José Antonio Mestre (* 1926) ⚭ 1951 Maria Teresa Batista (1928–1988)  | José Antonio Mestre (* 1926) ⚭ 1951 Maria Teresa Batista (1928–1988)  | José Antonio Mestre (* 1926) ⚭ 1951 Maria Teresa Batista (1928–1988) | José Antonio Mestre (* 1926) ⚭ 1951 Maria Teresa Batista (1928–1988) |
| Eltern                                        | Großherzog Henri (* 1955) ⚭ 1981 María Teresa Mestre (* 1956)                               | Großherzog Henri (* 1955) ⚭ 1981 María Teresa Mestre (* 1956)                             | Großherzog Henri (* 1955) ⚭ 1981 María Teresa Mestre (* 1956)                                  | Großherzog Henri (* 1955) ⚭ 1981 María Teresa Mestre (* 1956)                                                               | Großherzog Henri (* 1955) ⚭ 1981 María Teresa Mestre (* 1956)         | Großherzog Henri (* 1955) ⚭ 1981 María Teresa Mestre (* 1956)         | Großherzog Henri (* 1955) ⚭ 1981 María Teresa Mestre (* 1956)        | Großherzog Henri (* 1955) ⚭ 1981 María Teresa Mestre (* 1956)        |
| Prinzessin Alexandra von Luxemburg (* 1991)   |                                                                                             |                                                                                           |                                                                                                | |                                                                       |                                                                       |                                                                      |                                                                      |